# Ruy Ramos
Ruy Ramos (* 9. únor 1957) je bývalý japonský fotbalista a později trenér brazilského původu.

## Reprezentace
Ruy Ramos odehrál 32 reprezentačních utkání. S japonskou reprezentací se zúčastnil Mistrovství Asie ve fotbale 1992.

## Statistiky
| Japonsko | Japonsko | Japonsko |
| Roky     | Záp.     | Góly     |
| -------- | -------- | -------- |
| 1990     | 3        | 0        |
| 1991     | 2        | 0        |
| 1992     | 10       | 0        |
| 1993     | 14       | 1        |
| 1994     | 0        | 0        |
| 1995     | 3        | 0        |
| Celkem   | 32       | 1        |